# Руссель д’Юрбаль, Николя Франсуа
Николя Франсуа Руссель д’Юрбаль (фр. Nicolas François Roussel d'Hurbal; 1763—1849) — французский военный деятель, дивизионный генерал (1812 год), барон (1814 год), участник революционных и наполеоновских войн.

## Биография
1 января 1782 года вступил на австрийскую военную службу кадетом пехотного полка Кауница. 8 февраля 1785 года в звании младшего лейтенанта переведён в легкоконный полк Винсента. В 1789-90 годах принимал участие в боевых действиях против повстанцев в Бельгии. С 1793 по 1801 год сражался против французов на Рейне. 2 марта 1793 года ранен в сражении при Альдхофене.
Принимал участие в кампании 1805 года в звании подполковника легкоконного полка Латура. Отличился в бою 8 октября при Вертингене, где отразил шесть атак кавалерии принца Мюрата и сумел присоединиться к основным силам корпуса фельдмаршал-лейтенанта Ауффенберга. 11 октября в сражении при Ульме в блестящей атаке нанёс поражение 7-му французскому драгунскому полку, а затем с успехом прикрывал отступление войск фельдмаршал-лейтенанта барона Вернека к Хербрехтингену. После капитуляции Вернека 17 октября решил во главе своего полка, драгун Гогенлоэ и кирасир Мака пробиться из окружения, прошёл быстрым маршем более 50 миль по территории Анспаха и благополучно прибыл к Эгеру. 1 января 1807 года — полковник, командир кирасирского полка Лихтенштейн. В ходе Австрийской кампании 1809 года отличился в сражениях при Экмюле и Эсслинге, где получил сабельный удар в голову. После заключения Венского мира ушёл из армии в октябре 1810 года и 1 апреля 1811 года вышел в отставку.
31 июля 1811 года принят на французскую службу с чином бригадного генерала. 3 августа 1811 года назначен инспектором и командиром 9-го шеволежерского полка, 1 мая 1812 года возглавил 8-й полк польских улан. Принимал участие в Русской кампании 1812 года. Состоял при штабе 1-го кавалерийского корпуса Великой Армии. 5 июля отличился в бою у Ковно, 26 июля сменил тяжело раненого при Островно генерала Немоевского на посту командира 15-й бригады (6-й и 8-й полки польских улан, 2-й прусский гусарский) в составе 1-й дивизии лёгкой кавалерии генерала Брюйера. 7 сентября ранен пушечным ядром в левую ногу в сражении при Бородино, где провёл великолепную атаку на русских кирасир и захватил четыре орудия. 4 декабря 1812 года награждён чином дивизионного генерала.
Принимал участие в Саксонской кампании 1813 года. 19 апреля назначен командиром 2-й дивизии лёгкой кавалерии 2-го кавалерийского корпуса генерала. 26 августа в сражении при Кацбахе генерал упал с лошади и был ранен сабельным ударом в голову, отколовшим часть черепа. Не будучи более в состоянии выполнять свои функции, он получает право взять отпуск по болезни. Лишь 17 января 1814 года смог вернуться к военной деятельности, и возглавил главное депо кавалерии в Версале. 11 февраля назначен командующим в Фонтенбло. 19 февраля возглавил 6-ю дивизию тяжёлой кавалерии, состоящую из драгун, и только прибывших из Испании. Сражался 23 февраля при Труа, 7 марта при Краоне, 8-10 марта при Лаоне, 25 марта при Фер-Шампенуазе, 26 марта при Сезанне и 30 марта при обороне Парижа.
При первой реставрации Бурбонов назначен инспектором кавалерии 6-го и 9-го военных округов. 11 марта 1815 года получил должность командира 2-й дивизии резервной кавалерии в Меце. Во время «Ста дней» присоединился к Императору и 3 июня возглавил 12-ю кавалерийскую дивизию 3-го кавалерийского корпуса. Принимал участие в Бельгийской кампании, ранен в сражении при Ватерлоо.
После второй реставрации оставался с 1 августа 1815 года без служебного назначения и 9 сентября 1815 года вышел в отставку. С 1816 года исполнял функции генерального инспектора кавалерии в различных военных округа, 7 февраля 1831 года определён в резерв и 13 сентября 1832 года окончательно вышел в отставку. Умер 25 марта 1849 года в возрасте 85 лет.

## Воинские звания
- Младший лейтенант австрийской службы (8 февраля 1785 года);
- Капитан (1 марта 1797 года);
- Майор (1 марта 1802 года);
- Подполковник (2 сентября 1804 года);
- Полковник (1 января 1807 года);
- Генерал-майор австрийской службы (24 мая 1809 года);
- Бригадный генерал французской службы (31 июля 1811 года);
- Дивизионный генерал французской службы (4 декабря 1812 года).

## Титулы
- Барон Руссель д’Юрбаль и Империи (фр. baron Roussel d'Hurbal et de l'Empire; декрет от 28 сентября 1813 года, патент подтверждён 26 января 1814 года)[1];
- Виконт Руссель д’Юрбаль (фр. vicomte Roussel d'Hurbal; 17 августа 1822 года).

## Награды
Кавалер австрийского ордена Марии Терезии (11 октября 1805 года)
 Командор ордена Марии Терезии (28 мая 1806 года)
 Большой крест ордена Марии Терезии (1809 год)
 Легионер ордена Почётного легиона (11 июля 1812 года)
 Офицер ордена Почётного легиона (28 марта 1813 года)
 Коммандан ордена Почётного легиона (9 апреля 1814 года)
 Кавалер военного ордена Святого Людовика (19 июля 1814 года)
 Командор Святого Людовика (7 сентября 1823 года)
 Высший офицер испанского ордена Святого Фердинанда (4 ноября 1823 года)